# Charles de Gaulle (R91)
Charles de Gaulle (R91) je prvi i jedini francuski nosač zrakoplova na nuklearni pogon. Jedini je nosač zrakoplova na nuklearni pogon koji je sagrađen izvan SAD-a i koji ne služi u američkoj vojsci. Nazvan je po francuskom generalu i pokretaču otpora u francuskoj Charlesu de Gaulleu.
Brod nosi Dassault Rafale M zrakoplove lovce i E-2C Hawkeye, kao i modernu elektroniku i Aster projektile. Drugi je po veličini europski nosač zrakoplova, odmah nakon ruskog Admiral Kuznjecov. Koristi isti katapultni sustav zrakoplova kao i američka Nimitz klasa (75 m C13-3 parni katapult).